# Was davor geschah
Was davor geschah ist der Titel eines im Jahr 2010 erschienenen Romans von Martin Mosebach.

## Inhalt
Im Roman Was davor geschah erzählt der Ich-Erzähler, ein junger Angestellter, seiner Freundin, was er in Frankfurt erlebte, bevor er sie kennenlernte.
Zu Beginn der Geschichte lernt der junge Erzähler in einer Kneipe Titus Hopsten kennen, dessen wohlhabende Eltern regelmäßig in ihrer Villa Partys geben. Titus lädt den jungen Angestellten zu einer solchen Festivität ein und so landet der junge Erzähler im Dunstkreis des wohlhabenden Paares. Bei den Hopstens lernt der Erzähler nicht nur Titus Schwester Phoebe, für die er großes Interesse hegt, sondern auch den alten Schmidt-Flex, seinen steifen Sohn Hans-Jörg und dessen trinkfreudige Frau Silvi Schmidt-Flex sowie den dubiosen, aber sehr charmanten Geschäftsmann Joseph Salam kennen. Die Beziehungen dieser Personen werden im Verlauf der Geschichte durch Zufälle und erotische Abenteuer neu geknüpft und wieder gelöst. Salam beginnt eine Affäre mit Rosemarie Hopsten und Bernward Hopsten beginnt eine Liaison mit der 18 Jahre jüngeren Silvi Schmidt-Flex. Phoebe Hopsten, die den Erzähler lange überhaupt nicht beachtet, zeigt gegen Ende der Geschichte doch noch Interesse und lädt den jungen Mann zu sich nach Hause ein. Doch vor dem Haus begegnet er Helga Stolzier, ebenfalls ein oft gesehener Gast bei den Hopstens, die mit ihrer Nichte gerade das Haus verlässt. Anstatt sich mit Phoebe zu treffen, geht der Erzähler mit den zwei Frauen essen. Die Nichte wird seine neue Freundin.

## Figuren
Ich-Erzähler
Der Name des Ich-Erzählers wird nicht genannt. Der Leser erfährt lediglich, dass es sich um einen 35-jährigen, frisch nach Frankfurt am Main gezogenen Bankangestellten handelt.
Das Ehepaar Hopsten
Die Hopsten geben nach außen ein perfektes Ehepaar ab. Allerdings handelt es sich hierbei um eine reine Vorteils-Ehe.
Rosemarie Hopsten hält sich selbst für intelligent, besonders schön und ist davon überzeugt, dass ihr niemand das Wasser reichen könne.
Bernward Hopsten wird neben seiner Frau kaum wahrgenommen, da er sehr zurückhaltend ist im Gegensatz zu ihr.
Das Ehepaar müsste bei seinen Partys eigentlich nicht mit ihrem Wohlstand protzen, da allen Eingeladenen bewusst ist, bei wem sie eingeladen sind und zu welchem Zweck diese Partys dienen.
Der alte Schmidt-Flex
Herr Schmidt-Flex ist genau das Gegenteil von Herr Hopsten. Er ist Ex-Politiker und redet viel und gerne.
Hans-Jörg Schmidt-Flex
Hans-Jörg Schmidt-Flex ist der Sohn von Schmidt-Flex Senior. Er betreibt eine kleine Anwaltskanzlei in Frankfurt und fühlt sich in größeren Gesellschaften eher unwohl, wird jedoch von seinem Vater regelmäßig an den Partys teilzunehmen.
Silvi Schmidt-Flex
Sie ist die Ehefrau von Hans-Jörg Schmidt-Flex und wird im Roman als naiv und ungebildet dargestellt, außerdem hat sie ein Alkoholproblem. Sie beginnt eine Affäre mit Bernward Hopsten.
Helga Stolzier
Sie verfügt über einen guten Geschmack und fungiert als Schönheitsberaterin für Rosemarie Hopsten.
Rosemarie beschreibt sie als eine „unglückliche Person, ein Genie“.
Joseph Salam
Der in Frankfurt lebende Geschäftsmann Joseph Salam ist ein charismatischer Schürzenjäger, der mit Rosemarie Hopsten eine Affäre beginnt.
Freundin des Ich-Erzählers
Von ihr erfährt der Leser nur, dass sie die Nichte von Helga Stolzier ist.